# Asota discolor
Asota discolor là một loài bướm đêm trong họ Erebidae.